# Sixième district congressionnel de Virginie
Le 6e district congressionnel de Virginie est un district situé dans le Commonwealth de Virginie. Il couvre une grande partie de la partie centre-ouest de l'État, y compris Roanoke et la majeure partie de la Vallée de Shenandoah. Le Représentant actuel est le Républicain Ben Cline, qui occupe ce siège depuis le départ à la retraite en 2019 du Républicain sortant Bob Goodlatte.
Le district était un siège libre en 2018. En novembre 2017, Goodlatte a annoncé qu'il se retirerait du Congrès à la fin de son mandat actuel et qu'il ne chercherait pas à être réélu.
Historiquement, le 6e district a été l'une des premières régions de Virginie à devenir républicaine. De nombreux anciens démocrates de Byrd de la région ont commencé à diviser leurs listes et à voter républicain au niveau national dès les années 1930. C'était également l'une des premières régions de Virginie où les républicains ont réussi à briser la longue domination démocrate au niveau de l'État et au niveau local. Le district lui-même était aux mains des républicains de 1953 à 1983. Le Démocrate Jim Olin a ensuite remporté le siège en 1982 et l'a occupé pendant une décennie avant que Goodlatte ne le remporte.
Certains comtés du district n'ont pas soutenu un démocrate à la présidence depuis Franklin D. Roosevelt. Par exemple, les comtés de Highland et de Shenandoah ont voté pour la dernière fois pour un candidat démocrate à la présidentielle en 1932, et les comtés d'Augusta et de Roanoke n'ont pas soutenu de démocrate depuis 1944. Le district dans son ensemble n'a pas soutenu un démocrate à la présidence depuis Lyndon B. Johnson en 1964.

## Géographie
Le district couvre tout ou partie des subdivisions suivantes :

### Comtés
La totalité de :
- Comté de Amherst
- Comté d'Augusta
- Comté de Bath
- Comté de Botetourt
- Comté de Clarke
- Comté de Frederick
- Comté de Highland
- Comté de Page
- Comté de Rockbridge
- Comté de Rodkingham
- Comté de Shenandoah
- Comté de Warren

Des parties de :
- Comté de Bedford
- Comté de Roanoke

### Villes
- Buena Vista
- Harrisonburg
- Lexington
- Roanoke
- Salem
- Staunton
- Waynesboro
- Winchester

## Historique de vote
| Année | Poste                 | Résultats                               |
| ----- | --------------------- | --------------------------------------- |
| 1996  | Président             | Dole 50,0 % – 40,0 %                    |
| 1996  | Sénat                 | Warner 54,0 % – 46,0 %                  |
| 1997  | Gouverneur            | Gilmore 60,0 % – 38,0 %                 |
| 1997  | Lieutenant-Gouverneur | Hager (en) 53,0 % – 43,0 %              |
| 1997  | Procureur Général     | Earley (en) 62,0 % – 38,0 %             |
| 2000  | Président             | Bush 60,0 % – 37,0 %                    |
| 2000  | Sénat                 | Allen 58,0 % – 42,0 %                   |
| 2001  | Gouverneur            | Earley (en) 51,0 % – 49,0 %             |
| 2001  | Lieutenant-Gouverneur | Katzen (en) 54,0 % – 45,0 %             |
| 2001  | Procureur Général     | Kilgore (en) 67,0 % – 33,0 %            |
| 2004  | Président             | Bush 63,0 % – 36,0 %                    |
| 2008  | Président             | McCain 57,0 % – 42,0 %                  |
| 2012  | Président             | Romney 59,0 % – 39,0 %                  |
| 2013  | Gouverneur            | Cuccinelli (en) 57,0 % – 35,0 % – 7,0 % |
| 2013  | Lieutenant-Gouverneur | Jackson (en) 58,0 % – 42,0 %            |
| 2013  | Procureur Général     | Obenshain (en) 64,0 % – 35,0 %          |
| 2014  | Sénat                 | Gillespie 60,0 % – 37,0 %               |
| 2016  | Président             | Trump 59,0 % – 35,0 %                   |
| 2018  | Sénat                 | Stewart (en) 57,0 % – 41,0 %            |
| 2020  | Président             | Trump 59,0 % – 38,0 %                   |

## Liste des Représentants du district
| Membre                          | Parti                         | Années                             | Congrès     | Histoire électorale |
| ------------------------------- | ----------------------------- | ---------------------------------- | ----------- | --- |
| District établit le 4 mars 1789 |                               |                                    |             | |
| Isaac Coles (en)                | Pro Administration            | 4 mars 1789 - 3 mars 1791          | 1er         | Élu en 1789. Réélu en 1790. Retrait. |
| Abraham B. Venable (en)         | Pro Administration            | 4 mars 1791 - 3 mars 1793          | 2e          | Élu en 1790. Redécoupage vers le 7e district. |
| Isaac Coles (en)                | Pro Administration            | 4 mars 1793 - 3 mars 1795          | 3e , 4e     | Élu en 1793. Réélu en 1795. Retrait. |
| Isaac Coles (en)                | Républicain-Démocrate         | 4 mars 1795 - 3 mars 1797          | 3e , 4e     | Élu en 1793. Réélu en 1795. Retrait. |
| Matthew Clay (en)               | Républicain-Démocrate         | 4 mars 1797 - 3 mars 1803          | 5e - 7e     | Élu en 1797. Réélu en 1799. Réélu en 1801. Redécoupage vers le 14e district. |
| Abram Trigg (en)                | Républicain-Démocrate         | 4 mars 1803 - 3 mars 1809          | 8e - 10e    | Redécoupage depuis le 4e district et réélu en 1803. Réélu en 1805. Réélu en 1807. Retrait. |
| Daniel Sheffey (en)             | Fédéraliste                   | 4 mars 1809 - 3 mars 1817          | 11e - 14e   | Élu en 1809. Réélu en 1811. Réélu en 1813. Réélu en 1815. Retrait. |
| Alexander Smyth                 | Républicain-Démocrate         | 4 mars 1817 - 3 mars 1823          | 15e - 17e   | Élu en 1817. Réélu en 1819. Réélu en 1821. Redécoupage vers le 22e district. |
| George Tucker (en)              | Républicain-Démocrate         | 4 mars 1823 - 3 mars 1825          | 18e         | Redécoupage depuis le 15e district et réélu en 1823. Perd sa réélection. |
| Thomas Davenport (en)           | Jacksonien (en)               | 4 mars 1825 - 3 mars 1833          | 19e - 23e   | Élu en 1825. Réélu en 1827. Réélu en 1829. Réélu en 1831. Réélu en 1833. Perd sa réélection. |
| Thomas Davenport (en)           | Anti-Jacksonien               | 4 mars 1833 - 3 mars 1835          | 19e - 23e   | Élu en 1825. Réélu en 1827. Réélu en 1829. Réélu en 1831. Réélu en 1833. Perd sa réélection. |
| Walter Coles (en)               | Jacksonien (en)               | 4 mars 1835 - 3 mars 1837          | 24e - 27e   | Élu en 1835. Réélu en 1837. Réélu en 1839. Réélu en 1841. Redécoupage vers le 3e district. |
| Walter Coles (en)               | Démocrate                     | 4 mars 1837 - 3 mars 1843          | 24e - 27e   | Élu en 1835. Réélu en 1837. Réélu en 1839. Réélu en 1841. Redécoupage vers le 3e district. |
| John W. Jones (en)              | Démocrate                     | 4 mars 1843 - 3 mars 1845          | 28e         | Élu en 1843. Retrait. |
| James A. Seddon                 | Démocrate                     | 4 mars 1845 - 3 mars 1847          | 29e         | Élu en 1845. Retrait. |
| John M. Botts (en)              | Whig                          | 4 mars 1847 - 3 mars 1849          | 30e         | Élu en 1847. Perd sa réélection. |
| James A. Seddon                 | Démocrate                     | 4 mars 1849 - 3 mars 1851          | 31e         | Élu en 1849. Retrait. |
| John S. Caskie (en)             | Démocrate                     | 4 mars 1851 - 3 mars 1853          | 32e         | Élu en 1851. Redécoupage vers le 3e district. |
| Paulus Powell (en)              | Démocrate                     | 4 mars 1853 - 3 mars 1859          | 33e - 35e   | Élu en 1853. Réélu en 1855. Réélu en 1857. Perd sa réélection. |
| Shelton F. Leake (en)           | Démocrate Indépendant (en)    | 4 mars 1859 - 3 mars 1861          | 36e         | Élu en 1859. Retrait. |
| District inactif                | District inactif              | 4 mars 1861 - 26 janvier 1870      | 37e - 41e   | Guerre de Sécession et Reconstruction |
| William Milnes Jr. (en)         | Conservateur de Virginie (en) | 27 janvier 1870 - 3 mars 1871      | 41e         | Élu en 1870. Perd sa réélection. |
| John Harris (en)                | Démocrate                     | 4 mars 1871 - 3 mars 1873          | 42e         | Élu en 1870. Redécoupage vers le 7e district. |
| Thomas Whitehead (en)           | Démocrate                     | 4 mars 1873 - 3 mars 1875          | 43e         | Élu en 1872. Retrait. |
| John R. Tucker (en)             | Démocrate                     | 4 mars 1875 - 3 mars 1885          | 44e - 48e   | Élu en 1874. Réélu en 1876. Réélu en 1878. Réélu en 1880. Réélu en 1882. Redécoupage vers le 10e district. |
| John W. Daniel (en)             | Démocrate                     | 4 mars 1885 - 3 mars 1887          | 49e         | Élu en 1884. Élu au Sénat des États-Unis. |
| Samuel I. Hopkins (en)          | Labor (en)                    | 4 mars 1887 - 3 mars 1889          | 50e         | Élu en 1886. Retrait. |
| Paul C. Edmunds (en)            | Démocrate                     | 4 mars 1889 - 3 mars 1895          | 51e - 53e   | Élu en 1888. Réélu en 1890. Réélu en 1892. Retrait. |
| Peter J. Otey (en)              | Démocrate                     | 4 mars 1895 - 4 mai 1902           | 54e - 57e   | Élu en 1894. Réélu en 1896. Réélu en 1898. Réélu en 1900. Décès. |
| Vacant                          | Vacant                        | 5 mai 1902 - 3 novembre 1902       | 57e         | |
| E. Carter Glass (en)            | Démocrate                     | 4 novembre 1902 - 16 décembre 1918 | 57e - 65e   | Élu pour terminer le mandat d'Otey. Élu le même jour pour le mandat suivant. Réélu en 1904. Réélu en 1906. Réélu en 1908. Réélu en 1910. Réélu en 1912. Réélu en 1914. Réélu en 1916. Réélu en 1918. Démissionne pour devenir Secrétaire au Trésor des États-Unis. |
| Vacant                          | Vacant                        | 17 décembre 1918 - 24 février 1919 | 65e         | |
| James P. Woods (en)             | Démocrate                     | 25 février 1919 - 3 mars 1923      | 65e - 67e   | Élu pour terminer le mandat de Glass. Élu le même jour pour le mandat suivant. Perd sa réélection. |
| Clifton A. Woodrum (en)         | Démocrate                     | 4 mars 1923 - 3 mars 1933          | 68e - 72e   | Élu en 1922. Réélu en 1924. Réélu en 1926. Réélu en 1928. Réélu en 1930. Redécoupage vers le district at-large. |
| District inactif                | District inactif              | 4 mars 1933 - 3 janvier 1935       | 73e         | |
| Clifton A. Woodrum (en)         | Démocrate                     | 3 janvier 1935 - 31 décembre 1945  | 74e - 79e   | Redécoupage depuis le district at-large et réélu en 1934. Réélu en 1936. Réélu en 1938. Réélu en 1940. Réélu en 1942. Réélu en 1944. Démissionne. |
| Vacant                          | Vacant                        | 31 décembre 1945 - 22 janvier 1946 | 79e         | |
| J. Lindsay Almond (en)          | Démocrate                     | 22 janvier 1946 - 17 avril 1948    | 79e , 80e   | Élu pour terminer le mandat de Woodrum. Réélu en 1946. Élu Procureur Général de Virginie. |
| Vacant                          | Vacant                        | 17 avril 1948 - 2 novembre 1948    | 80e         | |
| Clarence G. Burton (en)         | Démocrate                     | 2 novembre 1948 - 3 janvier 1953   | 80e - 82e   | Élu pour terminer le mandat d'Almond. Réélu en 1948. Réélu en 1950. Perd sa réélection. |
| Richard H. Poff (en)            | Républicain                   | 3 janvier 1953 - 29 août 1972      | 83e - 92e   | Élu en 1952. Réélu en 1954. Réélu en 1956. Réélu en 1958. Réélu en 1960. Réélu en 1962. Réélu en 1964. Réélu en 1966. Réélu en 1968. Réélu en 1970. Démissionne lorsque nommé Juge à la Cour Suprême de Virginie.                                                  |
| Vacant                          | Vacant                        | 25 août 1972 - 7 novembre 1972     | 92e         | |
| M. Caldwell Butler (en)         | Républicain                   | 7 novembre 1972 - 3 janvier 1983   | 92e - 97e   | Élu pour terminer le mandat de Poff. Réélu en 1972. Réélu en 1974. Réélu en 1976. Réélu en 1978. Réélu en 1980. Décès. |
| Jim Olin (en)                   | Démocrate                     | 3 janvier 1983 - 3 janvier 1993    | 98e - 102e  | Élu en 1982. Réélu en 1984. Réélu en 1986. Réélu en 1988. Réélu en 1990. Retrait. |
| Bob Goodlatte                   | Républicain                   | 3 janvier 1993 - 3 janvier 2019    | 103e - 115e | Élu en 1992. Réélu en 1994. Réélu en 1996. Réélu en 1998. Réélu en 2000. Réélu en 2002. Réélu en 2004. Réélu en 2006. Réélu en 2008. Réélu en 2010. Réélu en 2012. Réélu en 2014. Réélu en 2016. Retrait.                                                          |
| Ben Cline                       | Républicain                   | 3 janvier 2019 - Présent           | 116e - 118e | Élu en 2018. Réélu en 2020. Réélu en 2022. Réélu en 2024. |

## Résultats des récentes élections
Voici les résultats des dix précédents cycles électoraux dans le district.

### 2004
| Élection de 2004 du 6e district congressionnel de Virginie | Élection de 2004 du 6e district congressionnel de Virginie | Élection de 2004 du 6e district congressionnel de Virginie | Élection de 2004 du 6e district congressionnel de Virginie | Élection de 2004 du 6e district congressionnel de Virginie |
| ---------------------------------------------------------- | ---------------------------------------------------------- | ---------------------------------------------------------- | ---------------------------------------------------------- | ---------------------------------------------------------- |
| Parti                                                      | Parti                                                      | Candidat                                                   | Votes                                                      | %                                                          |
|                                                            | Républicain                                                | Bob Goodlatte (sortant)                                    | 206 560                                                    | 96,7                                                       |
|                                                            | Write-In                                                   | Write-In                                                   | 7 088                                                      | 3,3                                                        |
| Total des votes                                            | Total des votes                                            | Total des votes                                            | 213 648                                                    | 100 %                                                      |
|                                                            | Les Républicains conservent                                |                                                            |                                                            |                                                            |

### 2006
| Élection de 2006 du 6e district congressionnel de Virginie | Élection de 2006 du 6e district congressionnel de Virginie | Élection de 2006 du 6e district congressionnel de Virginie | Élection de 2006 du 6e district congressionnel de Virginie | Élection de 2006 du 6e district congressionnel de Virginie |
| ---------------------------------------------------------- | ---------------------------------------------------------- | ---------------------------------------------------------- | ---------------------------------------------------------- | ---------------------------------------------------------- |
| Parti                                                      | Parti                                                      | Candidat                                                   | Votes                                                      | %                                                          |
|                                                            | Républicain                                                | Bob Goodlatte (sortant)                                    | 153 187                                                    | 75,1                                                       |
|                                                            | Indépendant                                                | Denny Heath                                                | 1 756                                                      | 0,61                                                       |
|                                                            | Indépendant                                                | Andre D. Perry                                             | 24 731                                                     | 12,1                                                       |
|                                                            | Write-In                                                   | Write-In                                                   | 948                                                        | 0,5                                                        |
| Total des votes                                            | Total des votes                                            | Total des votes                                            | 203 995                                                    | 100 %                                                      |
|                                                            | Les Républicains conservent                                |                                                            |                                                            |                                                            |

### 2008
| Élection de 2008 du 6e district congressionnel de Virginie | Élection de 2008 du 6e district congressionnel de Virginie | Élection de 2008 du 6e district congressionnel de Virginie | Élection de 2008 du 6e district congressionnel de Virginie | Élection de 2008 du 6e district congressionnel de Virginie |
| ---------------------------------------------------------- | ---------------------------------------------------------- | ---------------------------------------------------------- | ---------------------------------------------------------- | ---------------------------------------------------------- |
| Parti                                                      | Parti                                                      | Candidat                                                   | Votes                                                      | %                                                          |
|                                                            | Républicain                                                | Bob Goodlatte (sortant)                                    | 192 350                                                    | 61,6                                                       |
|                                                            | Démocrate                                                  | S. "Sam" Rasoul                                            | 114 367                                                    | 36,6                                                       |
|                                                            | Indépendant                                                | Janice Lee Allen                                           | 5 413                                                      | 1,7                                                        |
|                                                            | Write-In                                                   | Write-In                                                   | 262                                                        | 0,1                                                        |
| Total des votes                                            | Total des votes                                            | Total des votes                                            | 312 392                                                    | 100 %                                                      |
|                                                            | Les Républicains conservent                                |                                                            |                                                            |                                                            |

### 2010
| Élection de 2010 du 6e district congressionnel de Virginie | Élection de 2010 du 6e district congressionnel de Virginie | Élection de 2010 du 6e district congressionnel de Virginie | Élection de 2010 du 6e district congressionnel de Virginie | Élection de 2010 du 6e district congressionnel de Virginie |
| ---------------------------------------------------------- | ---------------------------------------------------------- | ---------------------------------------------------------- | ---------------------------------------------------------- | ---------------------------------------------------------- |
| Parti                                                      | Parti                                                      | Candidat                                                   | Votes                                                      | %                                                          |
|                                                            | Républicain                                                | Bob Goodlatte (sortant)                                    | 127 487                                                    | 76,3                                                       |
|                                                            | Indépendant                                                | Jeffrey W. Vanke                                           | 21 649                                                     | 13,0                                                       |
|                                                            | Libertarien                                                | Stuart M. Bain                                             | 15 309                                                     | 9,2                                                        |
|                                                            | Write-In                                                   | Write-In                                                   | 2 709                                                      | 1,6                                                        |
| Total des votes                                            | Total des votes                                            | Total des votes                                            | 167 154                                                    | 100 %                                                      |
|                                                            | Les Républicains conservent                                |                                                            |                                                            |                                                            |

### 2012
| Élection de 2012 du 6e district congressionnel de Virginie | Élection de 2012 du 6e district congressionnel de Virginie | Élection de 2012 du 6e district congressionnel de Virginie | Élection de 2012 du 6e district congressionnel de Virginie | Élection de 2012 du 6e district congressionnel de Virginie |
| ---------------------------------------------------------- | ---------------------------------------------------------- | ---------------------------------------------------------- | ---------------------------------------------------------- | ---------------------------------------------------------- |
| Parti                                                      | Parti                                                      | Candidat                                                   | Votes                                                      | %                                                          |
|                                                            | Républicain                                                | Bob Goodlatte (sortant)                                    | 211 278                                                    | 65,2                                                       |
|                                                            | Démocrate                                                  | Andy Schmookler                                            | 111 949                                                    | 34,6                                                       |
|                                                            | Write-In                                                   | Write-In                                                   | 666                                                        | 0,2                                                        |
| Total des votes                                            | Total des votes                                            | Total des votes                                            | 323 893                                                    | 100 %                                                      |
|                                                            | Les Républicains conservent                                |                                                            |                                                            |                                                            |

### 2014
| Élection de 2014 du 6e district congressionnel de Virginie | Élection de 2014 du 6e district congressionnel de Virginie | Élection de 2014 du 6e district congressionnel de Virginie | Élection de 2014 du 6e district congressionnel de Virginie | Élection de 2014 du 6e district congressionnel de Virginie |
| ---------------------------------------------------------- | ---------------------------------------------------------- | ---------------------------------------------------------- | ---------------------------------------------------------- | ---------------------------------------------------------- |
| Parti                                                      | Parti                                                      | Candidat                                                   | Votes                                                      | %                                                          |
|                                                            | Républicain                                                | Bob Goodlatte (sortant)                                    | 133 898                                                    | 74,5                                                       |
|                                                            | Libertarien                                                | Will Hammer                                                | 22 161                                                     | 12,3                                                       |
|                                                            | Vert                                                       | Elaine Hildebrandt                                         | 21 447                                                     | 11,9                                                       |
|                                                            | Write-In                                                   | Write-In                                                   | 2 202                                                      | 1,2                                                        |
| Total des votes                                            | Total des votes                                            | Total des votes                                            | 179 708                                                    | 100 %                                                      |
|                                                            | Les Républicains conservent                                |                                                            |                                                            |                                                            |

### 2016
| Élection de 2016 du 6e district congressionnel de Virginie | Élection de 2016 du 6e district congressionnel de Virginie | Élection de 2016 du 6e district congressionnel de Virginie | Élection de 2016 du 6e district congressionnel de Virginie | Élection de 2016 du 6e district congressionnel de Virginie |
| ---------------------------------------------------------- | ---------------------------------------------------------- | ---------------------------------------------------------- | ---------------------------------------------------------- | ---------------------------------------------------------- |
| Parti                                                      | Parti                                                      | Candidat                                                   | Votes                                                      | %                                                          |
|                                                            | Républicain                                                | Bob Goodlatte (sortant)                                    | 225 471                                                    | 66,6                                                       |
|                                                            | Démocrate                                                  | Kai Degner                                                 | 112 170                                                    | 33,1                                                       |
|                                                            | Write-In                                                   | Write-In                                                   | 768                                                        | 0,2                                                        |
| Total des votes                                            | Total des votes                                            | Total des votes                                            | 338 409                                                    | 100 %                                                      |
|                                                            | Les Républicains conservent                                |                                                            |                                                            |                                                            |

### 2018
| Élection de 2018 du 6e district congressionnel de Virginie | Élection de 2018 du 6e district congressionnel de Virginie | Élection de 2018 du 6e district congressionnel de Virginie | Élection de 2018 du 6e district congressionnel de Virginie | Élection de 2018 du 6e district congressionnel de Virginie |
| ---------------------------------------------------------- | ---------------------------------------------------------- | ---------------------------------------------------------- | ---------------------------------------------------------- | ---------------------------------------------------------- |
| Parti                                                      | Parti                                                      | Candidat                                                   | Votes                                                      | %                                                          |
|                                                            | Républicain                                                | Ben Cline                                                  | 167 957                                                    | 59,7                                                       |
|                                                            | Démocrate                                                  | Jennifer Lewis                                             | 113 133                                                    | 40,2                                                       |
|                                                            | Write-In                                                   | Write-In                                                   | 287                                                        | 0,1                                                        |
| Total des votes                                            | Total des votes                                            | Total des votes                                            | 281 377                                                    | 100 %                                                      |
|                                                            | Les Républicains conservent                                |                                                            |                                                            |                                                            |

### 2020
| Élection de 2020 du 6e district congressionnel de Virginie | Élection de 2020 du 6e district congressionnel de Virginie | Élection de 2020 du 6e district congressionnel de Virginie | Élection de 2020 du 6e district congressionnel de Virginie | Élection de 2020 du 6e district congressionnel de Virginie |
| ---------------------------------------------------------- | ---------------------------------------------------------- | ---------------------------------------------------------- | ---------------------------------------------------------- | ---------------------------------------------------------- |
| Parti                                                      | Parti                                                      | Candidat                                                   | Votes                                                      | %                                                          |
|                                                            | Républicain                                                | Ben Cline (sortant)                                        | 246 606                                                    | 64,6                                                       |
|                                                            | Démocrate                                                  | Nicholas Betts                                             | 134 729                                                    | 35,3                                                       |
|                                                            | Write-In                                                   | Write-In                                                   | 478                                                        | 0,1                                                        |
| Total des votes                                            | Total des votes                                            | Total des votes                                            | 381 813                                                    | 100 %                                                      |
|                                                            | Les Républicains conservent                                |                                                            |                                                            |                                                            |

### 2022
La Primaire Démocrate a été annulée. Jennifer Lewis (D) avance vers l'Élection Générale.
| Primaire Républicaine de 2022 du 6e district congressionnel de Virginie | Primaire Républicaine de 2022 du 6e district congressionnel de Virginie | Primaire Républicaine de 2022 du 6e district congressionnel de Virginie | Primaire Républicaine de 2022 du 6e district congressionnel de Virginie | Primaire Républicaine de 2022 du 6e district congressionnel de Virginie |
| ----------------------------------------------------------------------- | ----------------------------------------------------------------------- | ----------------------------------------------------------------------- | ----------------------------------------------------------------------- | ----------------------------------------------------------------------- |
| Parti                                                                   | Parti                                                                   | Candidat                                                                | Votes                                                                   | %                                                                       |
|                                                                         | Républicain                                                             | Ben Cline (sortant)                                                     | 19 620                                                                  | 82,1                                                                    |
|                                                                         | Républicain                                                             | Merritt Hale                                                            | 4 264                                                                   | 17,9                                                                    |

| Élection de 2022 du 6e district congressionnel de Virginie | Élection de 2022 du 6e district congressionnel de Virginie | Élection de 2022 du 6e district congressionnel de Virginie | Élection de 2022 du 6e district congressionnel de Virginie | Élection de 2022 du 6e district congressionnel de Virginie |
| ---------------------------------------------------------- | ---------------------------------------------------------- | ---------------------------------------------------------- | ---------------------------------------------------------- | ---------------------------------------------------------- |
| Parti                                                      | Parti                                                      | Candidat                                                   | Votes                                                      | %                                                          |
|                                                            | Républicain                                                | Ben Cline (sortant)                                        | 173 352                                                    | 64,4                                                       |
|                                                            | Démocrate                                                  | Jennifer Lewis                                             | 95 410                                                     | 35,4                                                       |
|                                                            | Write-In                                                   | Write-In                                                   | 588                                                        | 0,2                                                        |
| Total des votes                                            | Total des votes                                            | Total des votes                                            | 269 350                                                    | 100 %                                                      |
|                                                            | Les Républicains conservent                                |                                                            |                                                            |                                                            |

### 2024
Les Primaires Républicaines et Démocrates ont été annulées. Ben Cline (R-Sortant) et Ken Mitchell (D) avancent vers l'Élection Générale.
| Élection de 2024 du 6e district congressionnel de Virginie | Élection de 2024 du 6e district congressionnel de Virginie | Élection de 2024 du 6e district congressionnel de Virginie | Élection de 2024 du 6e district congressionnel de Virginie | Élection de 2024 du 6e district congressionnel de Virginie |
| ---------------------------------------------------------- | ---------------------------------------------------------- | ---------------------------------------------------------- | ---------------------------------------------------------- | ---------------------------------------------------------- |
| Parti                                                      | Parti                                                      | Candidat                                                   | Votes                                                      | %                                                          |
|                                                            | Républicain                                                | Ben Cline (sortant)                                        | TBD                                                        | TBD                                                        |
|                                                            | Démocrate                                                  | Ken Mitchell                                               | TBD                                                        | TBD                                                        |
|                                                            | Indépendant                                                | Robert Wells Jr.                                           | TBD                                                        | TBD                                                        |
| Total des votes                                            | Total des votes                                            | Total des votes                                            | TBD                                                        | 100 %                                                      |
|                                                            |                                                            |                                                            |                                                            |                                                            |

## Frontières historiques du district
Le 6e district de Virginie a débuté en 1788 et couvrait les comtés de Campbell, Charlotte, Buckingham, Bedford, Prince Edward, Franklin, Henry, Pittsylvania et Halifax.

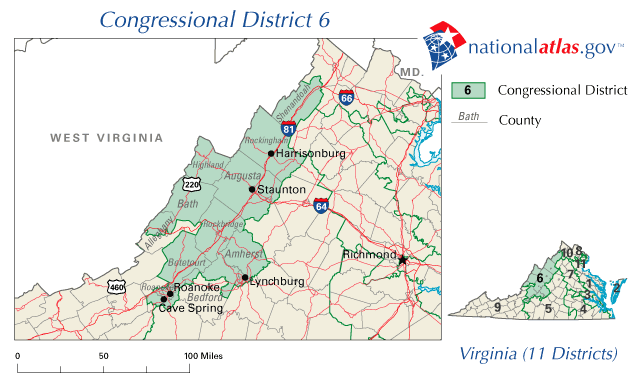
2003 - 2013

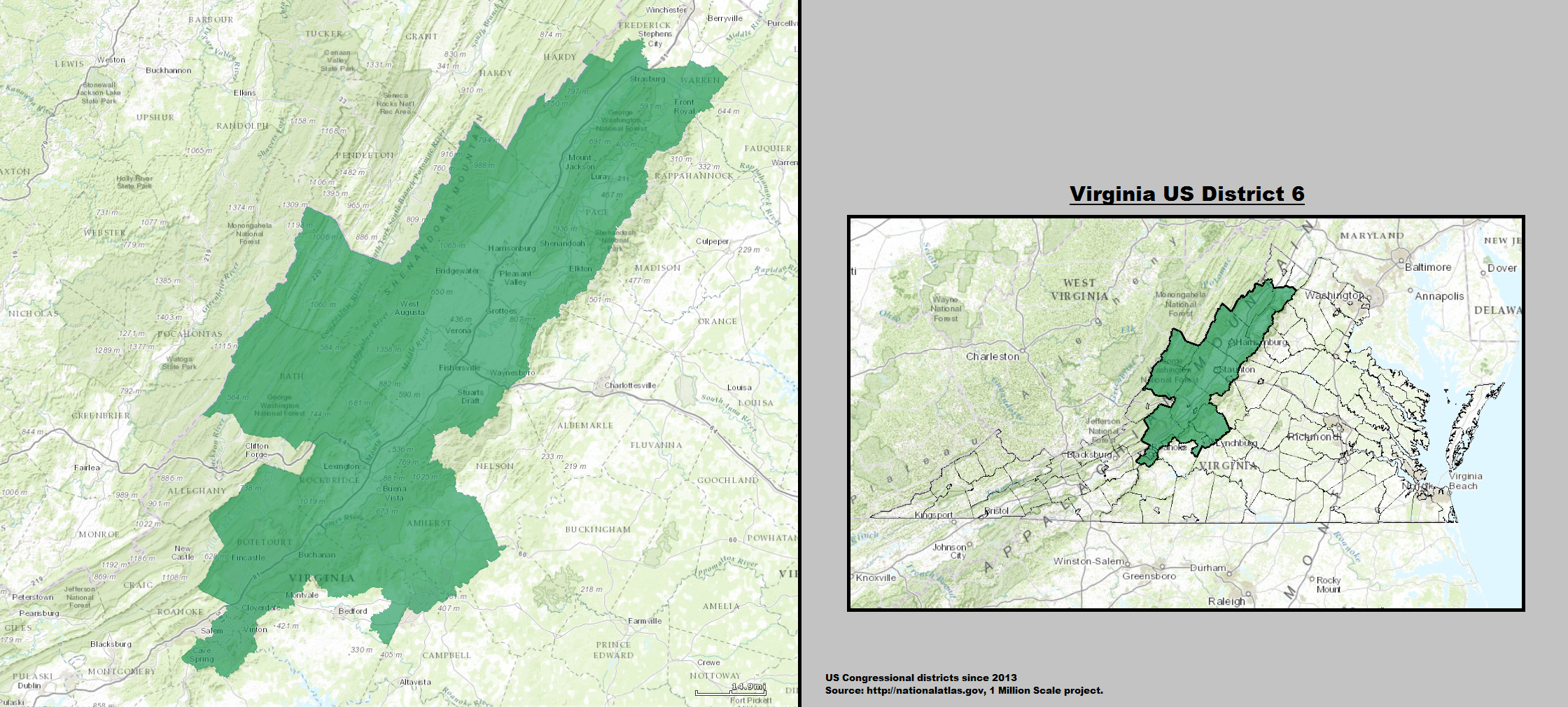
2013 - 2023